# Joshua Bluhm
Joshua Bluhm est un bobeur allemand, né le 11 septembre 1994.

## Palmarès

### Championnats monde
- : médaillé d'or en bob à 4 aux championnats monde de 2017.
- : médaillé d'argent en bob à 2 aux championnats monde de 2015 et 2016.
- : médaillé de bronze en bob à 2 aux championnats monde de 2017.
- : médaillé de bronze en bob à 4 aux championnats monde de 2020.

### Coupe du monde
- 15 podiums  : 
  - en bob à 2 : 1 victoire, 1 deuxième place et 2 troisièmes places.
  - en bob à 4 : 7 victoires, 1 deuxième place et 3 troisième place.

#### Détails des victoires en Coupe du monde
| Édition   | Bob à 2   | Bob à 4                        |
| 2014-2015 |           | Lake Placid                    |
| 2016-2017 | Königssee | Altenberg Winterberg Königssee |
| 2017-2018 |           | Winterberg Igls Saint-Moritz   |